# Chalcophora georgiana
Chalcophora georgiana är en skalbaggsart som först beskrevs av Leconte 1857.  Chalcophora georgiana ingår i släktet Chalcophora och familjen praktbaggar. Inga underarter finns listade i Catalogue of Life.